# Forcipomyia calatheae
Forcipomyia calatheae är en tvåvingeart som beskrevs av Wirth 1982. Forcipomyia calatheae ingår i släktet Forcipomyia och familjen svidknott.
Artens utbredningsområde är Dominica. Inga underarter finns listade i Catalogue of Life.